# Поклонов, Михаил Васильевич
Михаил Васильевич Поклонов (11 ноября 1888 (30 октября 1888 по старому стилю), деревня Сапырево, Спасская волость, Малоярославецкий уезд, Калужская губерния — 4 октября 1954, Москва) — делегат XVII съезда ВКП(б).

## Биография
Родился в 1888 г. в крестьянской семье.  
С 1911 по 1914 служил в Русской императорской армии:
- с 1911 года 6-й батальон, 3-я артиллерийская бригада Архивная копия от 31 октября 2021 на Wayback Machine
- после начала 1-й мировой войны Киевский 5-й гренадерский полк

22 октября 1914 был комиссован из армии по ранению.
С 12 апреля 1917 г. по 27 августа 1952 г. работал на различных должностях в депо Москва-Пассажирская-Ленинградской (Октябрьской, Николаевской) ж.д.
Член ВКП(б) (Всесоюзная коммунистическая партия большевиков) с 1924 года.
Делегат 17 съезда ВКП(б) XVII съезд ВКП(б). 
11 июня 1951 года за особо выдающиеся заслуги в трудовой деятельности награждён орденом Ленина.
Умер 4 октября 1954 года в Москве. Похоронен на Пятницком кладбище (Москва).

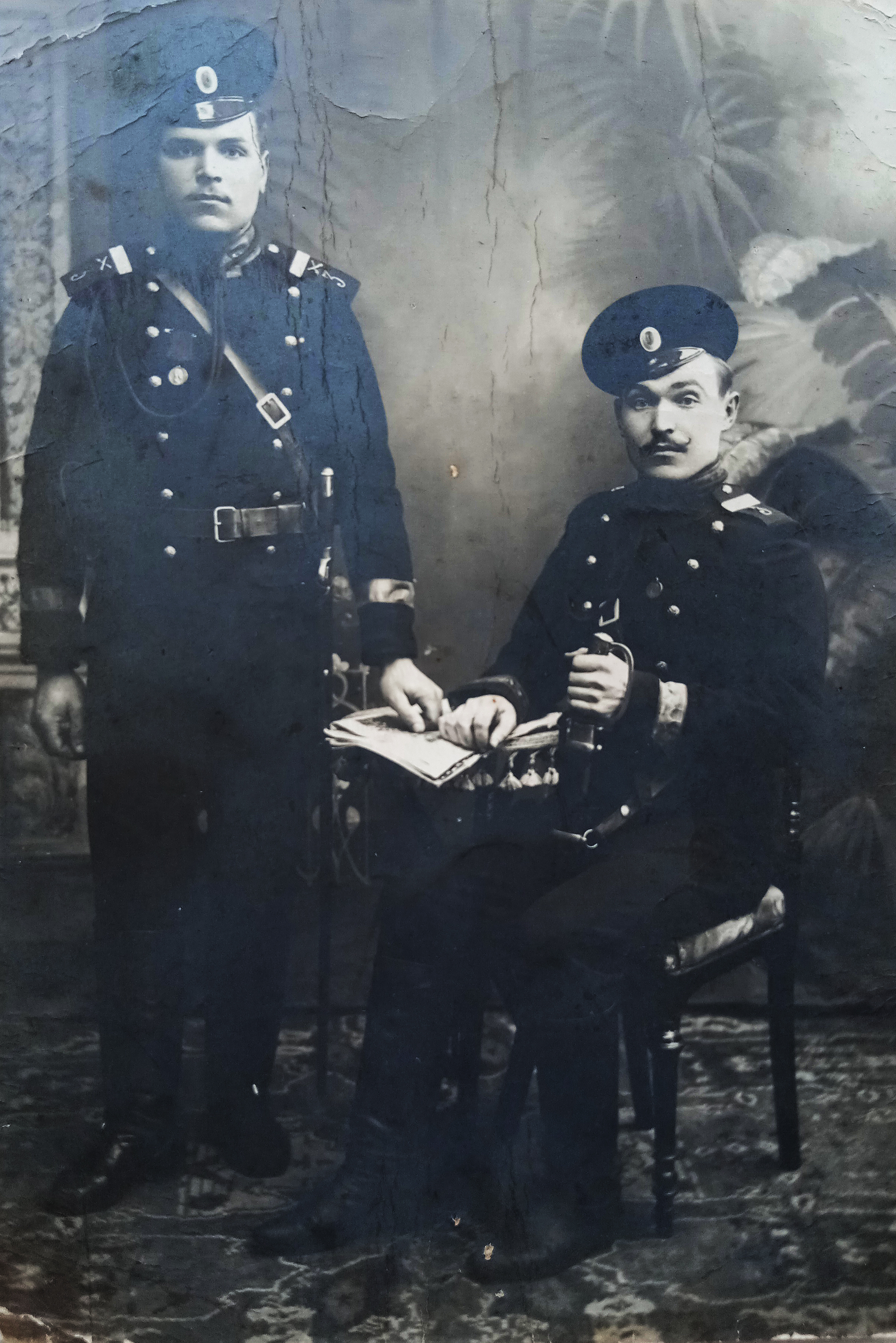
Поклонов Михаил Васильевич (справа), 1912 год, Калуга